# 가이스역
가이스역(독일어: Bahnhof Gais)은 스위스 아펜첼아우서로덴주의 가이스에 있는 기차역이다. 1,000mm 미터궤 아펜첼-장크트갈렌-트로겐과 아펜첼 철도의 알트슈테텐–가이스선(추가 지역 서비스 포함)의 교차점이 된다.

## 운행편
2020년 12월 기준 운행시간표 변경으로, 다음 서비스가 운행한다.
- 장크트갈렌 S-반:
  - S20 : 트로겐과 아펜첼 사이에 출퇴근 시간에만 운용
  - S21 : 트로겐과 아펜첼 사이에 30분 간격 운행
  - S24 : 알트슈테텐 슈타트까지 매시간 운행

S21과 S24 사이의 예정된 환승은 알트슈테텐 슈타트에서 아펜첼과 장크트갈렌으로 또는 그 반대로 시간당 서비스를 가능하게 한다.